# Azzedine Alaia
Azzedine Alaïa (عز الدين عليّةpronunție în franceză [aze'din ala'ja], pronunție: Alaya: n. 26 februarie 1935, Tunis, Protectoratul Francez al Tunisiei – d. 18 noiembrie 2017, Paris, Métropole du Grand Paris, Franța) a fost unul dintre cei mai reprezentativi  designeri  haute couture, de origine tunisiană, a cărui carieră a luat avânt în anii 1980.

## Biografie
Azzedine Alaia s-a născut în Tunis, Tunisia, pe 26 februarie 1935. 
În drumul spre design, modă și carieră a fost inspirat de sora lui geamănă și de mătusă lui: „Îmi amintesc de mătușa mea, care era dansatoare,  și era atât de elegantă. Se îmbrăca în stil european. Avea o croitoreasă care făcea copii după ținute Dior. Îmi amintesc foarte bine o haină a ei roșie, cu catarame, și cu revere din astrahan. Îmi aduc aminte că, atunci când ieșeam cu ea pe strada, oamenii o aplaudau. Iar apoi am fost fascinat de hainele Dior și Balenciaga, pe care le vedeam în reviste. Și mă tot întrebam cum funcționa totul: taliile marcante, umerii rotunjiți, cusăturile? Cum era să fii în spatele acestor capodopere? Îmi doream să înțeleg tot ce se afla în spatele unei haine.”
Un francez, prieten al familiei lui Azzedine, îi punea la dispoziție acestuia editoriale de modă și copii ale revistelor Vogue. A intrat mai apoi și a studiat la Școala de Arte Frumoase (École des Beaux-Arts) din Tunis, unde s-a pregătit pentru a deveni sculptor. Studiile de sculptură l-au condus spre creațiile sculpturale și proporțiile care l-au consacrat: „Am învățat anatomie, proporții și echilibru. Acum, când trebuie să-mi ajustez creațiile pe modele, este ca și cum aș lucra în lut.”